# جنگ سیاسی
جنگ سیاسی (انگلیسی: Political warfare) استفاده از ابزار سیاسی برای وادار کردن حریف به انجام خواست خود بر اساس نیت خصمانه است. اصطلاح سیاسی تعامل محاسبه شده بین یک دولت و یک مخاطب هدف، از جمله دولت، ارتش، و/یا جمعیت عمومی یک ایالت دیگر را توصیف می‌کند.